# 长吻状蛤
长吻状蛤（学名：Nuculana tamseimaruae），是弯锦蛤目弯锦蛤科弯锦蛤属的一种。主要分布于中国大陆，常栖息在水深520米软泥底。